# Біблія Вівіана
Біблія Вівіана або Перша Біблія Карла Лисого (Париж, Національна бібліотека Франції, MS lat. 1) — це ілюмінований манускрипт 9-го сторіччя, створений в часи Каролінгського Відродження.

## Опис
Біблія була замовлена графом Вівіаном, світським абатом (844–851) Абатства Св. Мартіна в Турі, в 845/846 рр. та подарована королю Карлу Лисому в 846 році під час його візиту до абатства.
Книга має розмір 495 мм на 345 мм та 423 пергаментних фоліо, містить повну Біблію та 8 повним сторінок мініатюр, чотири канонічні таблиці та 87 ілюмінованих буквиць. У книзі також міститься посвята, в якій йдеться про важливість читання та розуміння Біблії для того, щоб бути гарним королем.
Вважається, що третя ілюмінована Біблія, написана в Турі, після Біблії з Бамбургу та Біблії з Мутьє-Грандвал (фр. Moutier-Grandval).
Ймовірно з 869/870 року манускрипт перебував у Мецькому соборі. В 1675 році вік потрапив у власність інтенданта (міністра) фінансів Жан-Батист Кольбер, а після його смерті в 1683 році до королівської бібліотеки. Сьогодні книга перебуває у колекції Національної бібліотеки Франції (Ms. lat. 1).
У Біблії Вівіана наведено найбільш раннє європейське зображення ліри з грифом, що мала назву Ротта.

## Галерея

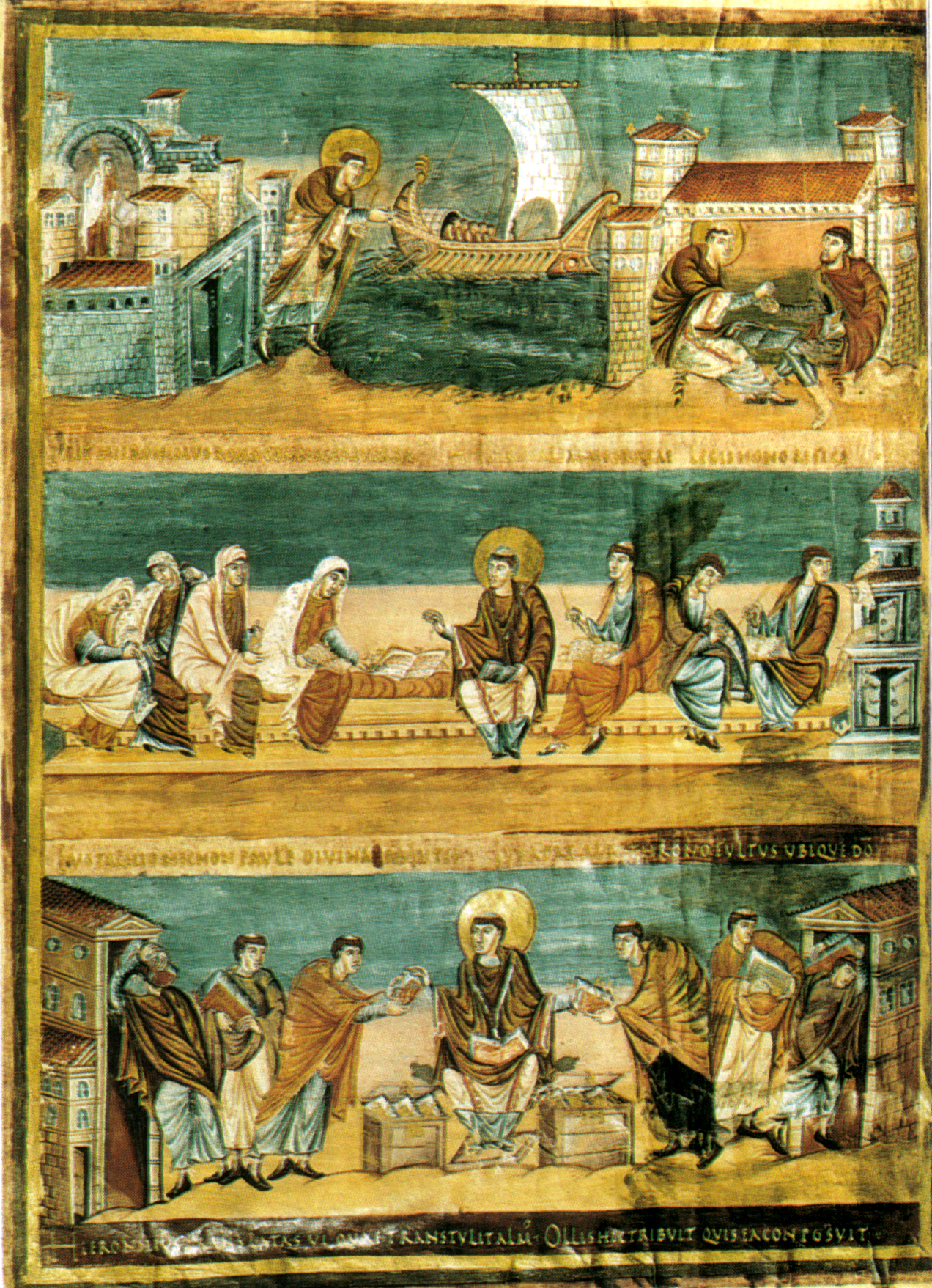
Фоліо 3v
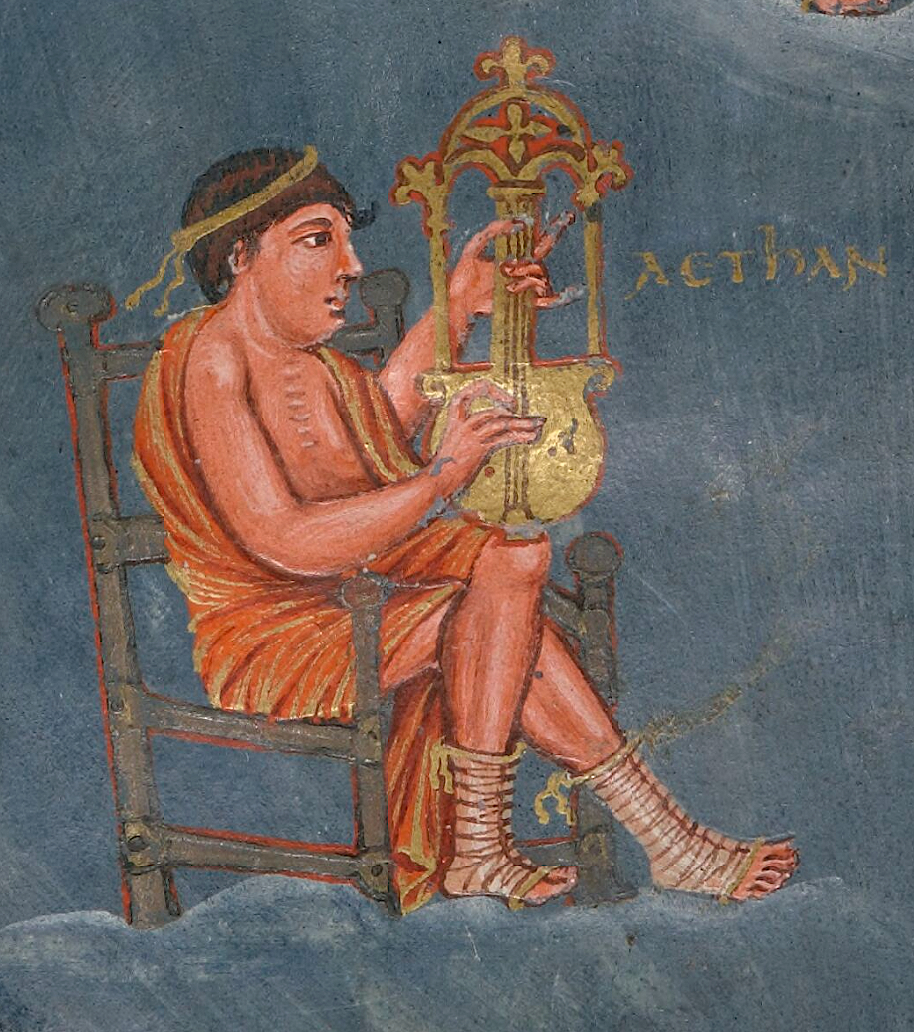
Зображення Ротти, ліри з грифом